# Kino.to
Kino.to war eine deutschsprachige Video-on-Demand-Website für Kinofilme, Serien und Dokumentationen. Kino.to gehörte zu den 50 meistbesuchten Websites in Deutschland. Laut Generalstaatsanwaltschaft Dresden wurde die Website täglich von über 200.000 Besuchern mit etwa vier Millionen Klicks aufgerufen, von 2008 bis 2011 waren es acht Milliarden Klicks. Nach Aussage des Vereins für Anti-Piraterie der Film- und Videobranche stammten über 96 Prozent der Besucher aus Deutschland, Österreich und der Schweiz. Im Juni 2011 wurde die Website und ein Netzwerk aus Sharehostern, auf denen die Streams hochgeladen wurden, vom Netz genommen und die Betreiber verhaftet.

## Konzept
Über Kino.to waren mehrere tausend Videos, ein Großteil davon in deutscher Sprache, kostenlos abrufbar. Ein Einverständnis der Rechteinhaber zur Veröffentlichung der Videos bestand dabei nicht. Im Juni 2011 waren nach Betreiberangaben 2.625 Serien, 22.849 Filme und 7.557 Dokus online (im Februar 2009 „18.537 Serien[folgen], 6.333 Filme und 481 Dokumentationen online“). Es handelte sich bei den Angaben nicht um verschiedene Filme, denn fast alle Filme und Serien-Episoden waren (zum Beispiel von verschiedenen Release Groups auf unterschiedlichen Streamhostern) als so genannte Dupes oder Mirrors mehrmals vorhanden. Aktuelle Kinofilme erschienen bei Kino.to, sobald ein Release verfügbar war, in der Regel zunächst nur als so genannte Screener, Cam-Rips, Telesyncs oder Telecines. Um Filme ansehen zu können, konnte je nach Videoformat und Streamhoster ein Adobe-Flash-Plug-in oder DivX-Web-Player erforderlich sein. Im Unterschied zur Konkurrenzseite Movie2k.to bot Kino.to nach eigenen Angaben pornografische Inhalte nicht an. Das Geschäftsmodell der Seite selbst basierte auf Werbung, Premiumangeboten und Abofallen und bescherte den Betreibern einen Gewinn in Millionenhöhe. Die verlinkten Streamhoster wurden zum großen Teil von den Betreibern von Kino.to mittelbar oder unmittelbar betrieben.
Nachdem die Gesellschaft zur Verfolgung von Urheberrechtsverletzungen (GVU) im Verbund mit der niederländischen Antipiraterievereinigung Brein gedroht hatte, gegen Kino.to vorzugehen, wurde der niederländische Server der Website abgeschaltet. Der Firmensitz war unbekannt. Die Domainendung .to der Website steht für den Südsee-Archipel Tonga.

### Deutschland
Filmfirmen und die Gesellschaft zur Verfolgung von Urheberrechtsverletzungen halten das Angebot für rechtswidrig. So müsse Kino.to als Aggregator zumindest als Störer haften. Seit 2008 ging die GVU gegen die Kino.to-Betreiber, die in Deutschland vermutet wurden, vor.
Für Besucher von Kino.to war die Rechtslage in Deutschland umstritten, bisher hat es noch keine entsprechenden Klagen und Prozesse gegeben. Die Organisation Respect Copyrights vertritt die Auffassung, dass das Anschauen von Videostreams von Internetplattformen wie Kino.to verboten sei, da es sich um illegale Vorlagen handele. Beim Streamen solcher Dateien werde auf dem Rechner eine Zwischenspeicherung durchgeführt und rechtlich gesehen somit eine Kopie von einer illegalen Vorlage erzeugt, die selbst auch immer illegal sei. Für die Frankfurter Allgemeine Zeitung ist „der bloße Abruf copyright-geschützter Inhalte in einer bislang straffreien rechtlichen Grauzone angesiedelt“, so dass – wie Spiegel Online ergänzt – „im Hinblick auf die Stream-Dienste die Rechtslage durchaus nicht so klar ist, wie GVU und Respect Copyrights Glauben machen wollen.“ Laut einem Bericht der Süddeutschen Zeitung wurde bei der Verurteilung eines ehemaligen Mitarbeiters von kino.to durch das Amtsgericht Leipzig festgestellt, dass auch der Abruf von urheberrechtlich geschützten Werken eine illegale Vervielfältigung darstellt. Die Nutzung von Streaming-Portalen, deren Inhalt offensichtlich urheberrechtlich geschützt ist, stellt nach einem Urteil des Europäischen Gerichtshofs von 2017 eine Urheberrechtsverletzung dar.  Nutzern drohen zivilrechtliche und strafrechtliche Konsequenzen.
In einer Presseerklärung verkündete Respect Copyrights 2009, dass man versuchen wolle, „eine Kooperationsvereinbarung mit den Internetserviceprovidern zu erzielen“, um den Zugang für solche Dienste zu erschweren und zu sperren. „Das Problem ist nur, dass dem [Provider] die Überwachung des Kommunikations- und Konsumverhaltens seiner Kunden gesetzlich untersagt ist.“ (Siehe Fernmeldegeheimnis und § 7 Telemediengesetz.)
Laut ihrem Jahresbericht 2009 verfolgt die GVU „weiterhin ihre Strategie, vornehmlich gegen Täter an der Spitze der illegalen Verbreitungspyramide sowie an den Schnittstellen zur illegalen Massenverbreitung zu ermitteln.“ Nach jahrelangen „Vorermittlungen“ hat die GVU am 28. April 2011 einen Strafantrag bei der Generalstaatsanwaltschaft Dresden gegen die Betreiber von kino.to gestellt. Unter Leitung der integrierten Ermittlungseinheit Sachsen (INES) wurden am 8. Juni 2011 zahlreiche Wohn- und Geschäftsräume in Deutschland, Spanien, Frankreich und den Niederlanden durchsucht und 13 Personen verhaftet.

### Österreich
Das Ansehen der Videostreams auf Kino.to war in Österreich legal. Da die Seitenbetreiber nicht festgestellt und die Website kino.to auch nicht abgeschaltet werden konnte, wollte die österreichische Lobbygruppe Verein Anti-Piraterie der Film- und Videobranche (VAP) eine österreichweite Sperre der Internetseite erzwingen. Anfang Oktober 2010 forderte VAP alle Internetanbieter dazu auf, kino.to zu sperren. Alle Internetanbieter weigerten sich jedoch, der Forderung nachzugehen, da hierzu „jede Rechtsgrundlage fehle“.
Ende Oktober 2010 reichte VAP mit Unterstützung der Produktionsfirmen Wega Film, Constantin Film und Satel Film eine Klage gegen UPC Austria, einem der größten Internetanbieter in Österreich, ein. Mit dieser Klage wurde in Österreich erstmals die komplette Sperrung einer Internetseite gefordert. Die ISPA steht aber weiterhin auf dem Standpunkt, dass „Provider, die ihren Kunden den Zugang zum Internet zur Verfügung stellen, gesetzlich nicht ermächtigt geschweige denn verpflichtet seien, über ihre Leitungen transportierte Informationen zu kontrollieren“. Am 17. Mai 2011 sprach das Handelsgericht Wien dem VAP eine einstweilige Verfügung gegen UPC Austria zu. Diese besagt, dass „UPC vorerst seinen Kunden die Streamingplattform Kino.to nicht mehr zugänglich machen dürfe“. Nachdem der VAP 50.000 € als Sicherheitsleistung bei Gericht hinterlegt hatte, trat die einstweilige Verfügung in Kraft und UPC musste daraufhin die Domain kino.to sowie sechs weitere IP-Adressen sperren. Die Sperre betraf zu der Zeit jedoch nur den Raum Wien. UPC setzt sich nach wie vor gegen eine Inhaltskontrolle ein, allerdings „wird der Konzern die gerichtliche Entscheidung selbstverständlich respektieren“.

## Finanzierungs- und Werbepraktiken sowie Gefahren
Die Verbraucherzentrale warnte Internetnutzer vor der Benutzung von Kino.to: Bei vielen Streamhostern wiesen Pop-ups oder nachempfundene Windows-Fehlermeldungen auf angeblich fehlende oder veraltete Plug-ins oder Videoplayer bekannter Anbieter hin, ganz unabhängig davon, ob entsprechende Aktualisierungen oder Neuinstallationen notwendig sind. Zudem wurden Scareware-Methoden eingesetzt, das heißt, dass falsche Virusmeldungen auf eine angebliche Bedrohung hinweisen.
Ein Klick auf eine solche Meldung führte zu Weiterleitungen auf Webseiten, die dem Nutzer eine vermeintliche Lösung für das Problem versprachen. Durch das Vornehmen einer Registrierung und einer vermeintlichen Software-Aktualisierung wurde jedoch häufig ein Vertrag über ein kostenpflichtiges Abo abgeschlossen. Verbraucherschützer warnten, Kino.to sei „eine der schlimmsten Abo-Fallen im Web“. Zudem führten einige Links zu kommerziellen Anbietern.

## Sperrung, Verhaftungen und Nachfolger

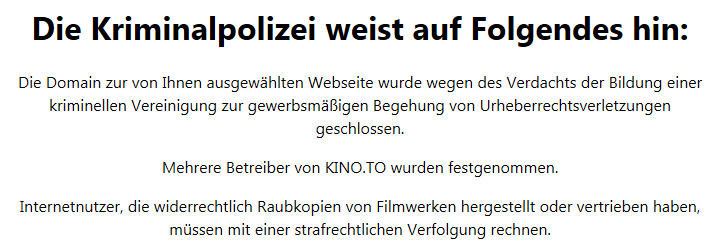
Hinweis der Kriminalpolizei, nach Übernahme der Domain durch die Strafverfolgung.

Am 8. Juni 2011 wurde die Website kino.to vom Netz genommen. Ermittler der Polizei in Deutschland, Spanien, Frankreich und den Niederlanden führten zahlreiche Razzien in Wohnungen, Geschäftsräumen und Rechenzentren durch. Bei dieser Razzia wurden 13 Personen festgenommen, ein weiterer Verdächtiger wurde nach einer mehrmonatigen Flucht verhaftet. Die Staatsanwaltschaft Dresden ermittelt wegen des Verdachts der Bildung einer kriminellen Vereinigung zur gewerblichen Begehung von Urheberrechtsverletzungen in über einer Million Fällen.
Die Inhalte waren jedoch bereits vorher zum Großteil auf anderen Video-on-Demand-Webseiten verfügbar und nach der Abschaltung von Kino.to wechselten Nutzer zu alternativen Angeboten. Die Filmindustrie rechnete darüber hinaus mit der Entstehung von neuen Nachfolge-Angeboten, sodass laut Aussage der GVU „auch in Zukunft mit ähnlichen Plattformen zu rechnen sei“. Diese Erwartungen wurden wenige Tage später erfüllt, als Seiten wie video2k.tv angaben, „offizieller Nachfolger“ von kino.to zu sein. Auch andere Streaming-Portale konnten zum Teil enorme Aufmerksamkeit erringen, so die Seite unter der Adresse kinox.to, die am 10. Juli online ging und ebenfalls angab, „offizieller Nachfolger“ von kino.to zu sein und vor allem durch die ähnliche Aufmachung für den offiziellen Nachfolger gehalten wurde.

## Verurteilungen
Im Oktober 2011 wurde bekannt, dass die Generalstaatsanwaltschaft Dresden Anklage gegen einen der Betreiber erhoben hat. Ihm wird gewerbsmäßige Urheberrechtsverletzung in über einer Million Fällen vorgeworfen. Wie die GVU bekanntgegeben hat, bereite der Generalstaatsanwalt weitere Anklagen gegen die anderen Beschuldigten vor.
Im Dezember 2011 erging das vierte Gerichtsurteil gegen ein Mitglied der Kerngruppe. Er wurde vom Amtsgericht Leipzig zu drei Jahren und fünf Monaten Freiheitsstrafe verurteilt. Zuvor waren Anfang Dezember die ersten beiden Urteile gegen Drahtzieher ergangen. Ein Täter wurde wegen gemeinschaftlich begangener gewerbsmäßiger Urheberrechtsverletzung rechtskräftig zu zweieinhalb Jahren Haft verurteilt. Wenige Tage später endete ein weiteres Verfahren mit drei Jahren Gefängnis für den Hauptadministrator der Site. Mitte Dezember erhielt ein weiteres Mitglied der Kerngruppe, ebenfalls wegen gemeinschaftlich begangener gewerbsmäßiger Urheberrechtsverletzung, eine Strafe von einem Jahr und neun Monaten, die zur Bewährung ausgesetzt wurde.
Am 11. April 2012 verhängte das Landgericht Leipzig eine Strafe von drei Jahren und zehn Monaten Haft für einen Programmierer der Seite. Das Gericht wertete das umfassende und vollständige Geständnis und seine Bereitschaft zur weiteren Mitarbeit als mildernd.
Der Gründer und Betreiber von Kino.to wurde am 14. Juni 2012 vom Landgericht Leipzig zu einer viereinhalbjährigen Freiheitsstrafe verurteilt. Er durfte die Strafe im offenen Vollzug absitzen. Gleichzeitig musste er bis zu 3,7 Mio. Euro an den Staat abführen, die er über seine spanische Firma mit Werbung auf der Plattform verdient hat.

## Werbevermittler
Im Juli 2012 teilte die Generalstaatsanwaltschaft Dresden mit, dass es zu Hausdurchsuchungen von Wohn- und Geschäftsräumen in Hamburg, Bayern und Schleswig-Holstein bei den Werbevermittlern von Kino.to kam. Zwei junge Männer, die eine Firma betrieben, die sich auf die Vermittlung von Werbung für Warezangebote spezialisiert hatte, wurden festgenommen. Laut Informationen der GVU stand hinter dem Angebot ein ganzes Netzwerk von Werbevermittlern, die vornehmlich illegale Film- und Erotikportale genauso wie Filehoster beworben hatten.